# Aulacophora indica
Aulacophora indica es un coleóptero de la familia Chrysomelidae.
Fue descrita científicamente por primera vez en 1790 por Gmelin.